# Weta's
Weta's zijn een groep van verschillende families van insecten die behoren tot de rechtvleugeligen, meer specifiek tot de krekels (Ensifera). De meeste soorten zijn endemisch in Nieuw-Zeeland. Ook komen er soorten voor in Australië, Afrika, Zuid- en Midden-Amerika. Weta's zijn relatief grote insecten; sommige Wetasoorten behoren tot de grootste
en zwaarste ter wereld.

## Algemeen
Weta's zijn nachtdieren, hebben geen vleugels en kunnen dan ook niet vliegen. Ze zijn opgewassen tegen grote temperatuurverschillen en kunnen daarom in allerlei omgevingen voorkomen. Ze komen onder andere voor in zowel berg- als bosachtig gebied, op grassteppes, grasland en in grotten en tuinen. De meeste weta's eten vegetatie, fruit en wat hun omgeving maar te bieden heeft aan natuurlijk afval en van sommige soorten is bekend dat insecten en andere ongewervelden ook op het menu staan.
Nieuw-Zeeland heeft, vleermuizen daargelaten, miljoenen jaren lang geen inheemse zoogdieren gekend. Waar in andere delen van de wereld zoogdieren een bepaalde rol in het ecosysteem vervulden, zijn het in Nieuw-Zeeland de inheemse soorten die deze rol op zich hebben genomen. Zo is de plaats van de weta in het ecosysteem vergelijkbaar met die van de muis en andere knaagdieren elders: het zijn nachtdieren en alleseters met een vergelijkbaar dieet, hebben dezelfde soorten vijanden (onder andere de uil) en ze doen dienst als verspreider van (een select aantal) plantenzaden.
De boomweta kan bijten. De beet van de boomweta kan pijnlijk zijn maar komt zelden voor:
in geval van nood zal het dier eerder iedere mogelijkheid aangrijpen om weg te komen.
De achterpoten zijn 'gevaarlijker': de stekels op deze poten kunnen pijnlijke schrammen veroorzaken die kunnen ontsteken.

## De sub-Antarctische Bounty-weta
Vier van de vijf groepen sub-Antarctische eilanden van Nieuw-Zeeland hebben hun eigen geslacht en unieke soort weta die nergens anders voorkomt: de Auckland eilanden, de Snares eilanden, de Bounty-eilanden en Campbell eiland. De vier soorten vertonen bovendien onderling geen nauwe verwantschap. Op de ca. 20 piepkleine, zeer afgelegen, kale en rotsige Bounty-eilanden (die gezamenlijk slechts 1/30 van de oppervlakte van Schiermonnikoog hebben) komt de Bounty-weta Ischyroplectron isolatum voor. Het dier van 29–34 mm lang werd in 1894 gevonden door Kapitein Fairchild van de Hinemoa onder wat stenen die permanent vochtig waren door een spray van zeewater. Het is de eerst ontdekte sprinkhaanachtige op de genoemde subantarctische eilanden. Het feit dat deze forse sprinkhaanachtige, die niet kan vliegen, op zo'n plaats voorkomt, stelt de biologie voor een raadsel. Dit betekent evenwel niet dat die kwestie ook diepgaand bestudeerd is. Fairchild nam in 1894 een aantal exemplaren mee en gaf één mannetje aan het Canterbury Museum en een aantal anderen aan het Universiteitsmuseum van Otago, beide in Nieuw-Zeeland. Een wetenschappelijke beschrijving volgde nog datzelfde jaar door F.W. Hutton. Het mannetje werd beschreven aan de hand van het exemplaar uit Canterbury en een vrouwtje uit de collectie van het Otago museum. Hij noemde het dier aanvankelijk Ceuthophilus isolatus, hoewel het sterk verschilde van andere weta's van het geslacht Ceutophilus. Hutton achtte de kennis van de Nieuw-Zeelandse weta's toen nog te beperkt om terstond een nieuw geslacht te beschrijven. Hij herzag deze mening in 1896, toen hij toch het nieuwe geslacht Ischyroplectron introduceerde. Omdat er op de eilanden geen planten groeien, meende Hutton dat deze weta's zich voedden met dood zeewier. In 1974 beschreef A.M. Richards het dier opnieuw, en wel aan de hand van het oorspronkelijke type-exemplaar uit Canterbury uit 1894, inmiddels zwaar beschadigd en -na 80 jaar in een reageerbuisje met alcohol- verkleurd en verschrompeld. De exacte vindplaats (welk van de 20 eilandjes?) en -datum zijn niet eens bekend. Alle andere exemplaren -waaronder vrouwtjes- uit het Otago museum bleken intussen verloren te zijn gegaan en tussen 1894 en 1974 bleek geen enkel nieuw exemplaar verzameld. Dit is tekenend voor het beperkte onderzoek dat op deze eilanden is verricht. Ook lijkt er na 1974 geen enkele publicatie meer aan Ischyroplectron isolatum gewijd, hoewel van 7 - 20 november 1978 weer collecties van de insecten op de eilanden werden gemaakt door D.Horning. Niet duidelijk is of daarbij weer exemplaren van I. isolatum werden gevonden.

## Enkele foto's van Weta's

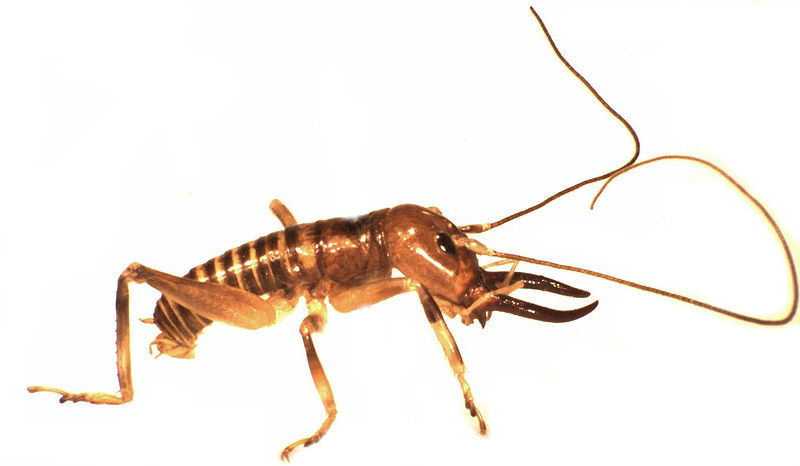
Anisoura nicobarica
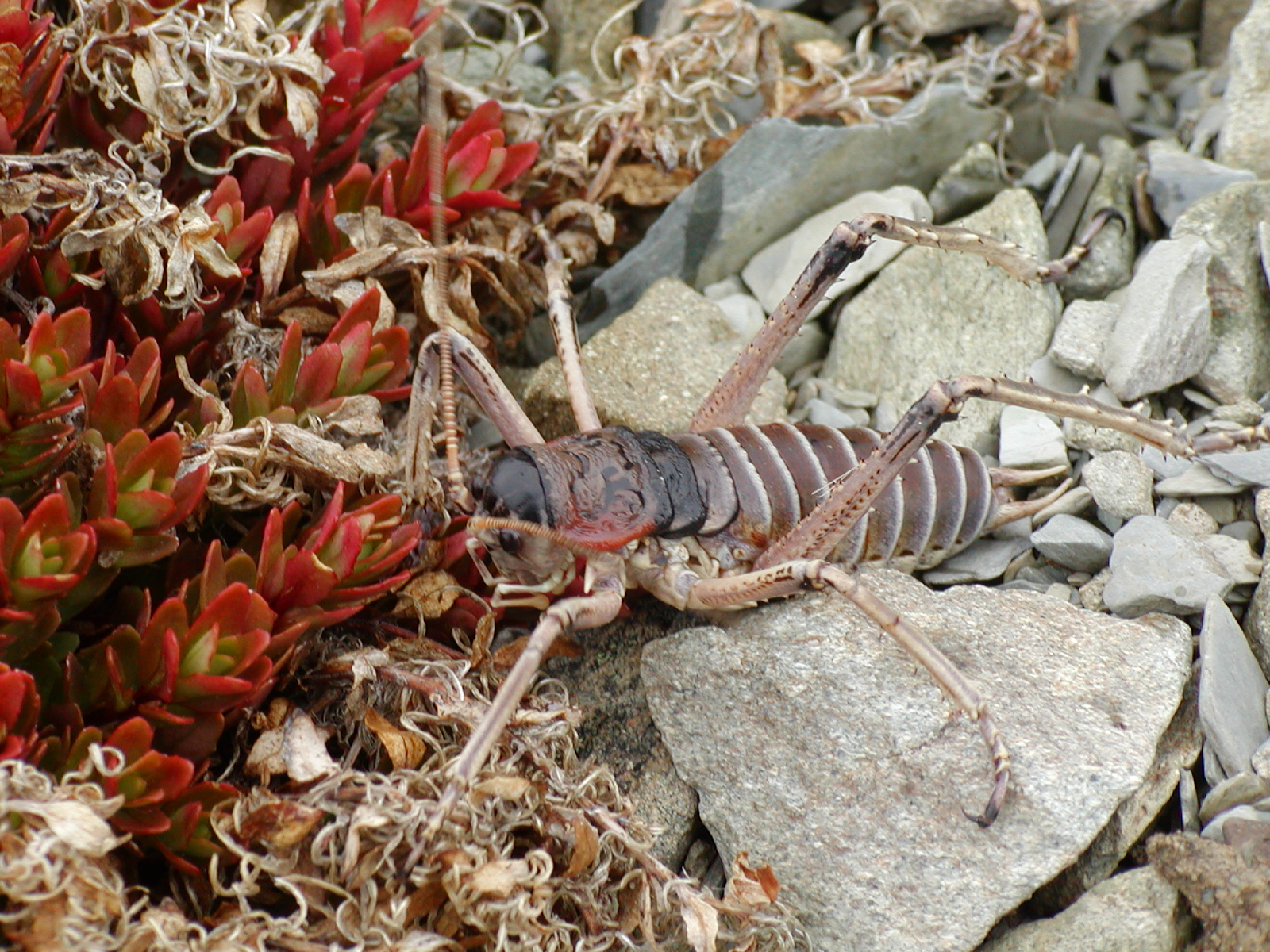
Deinacrida connectens
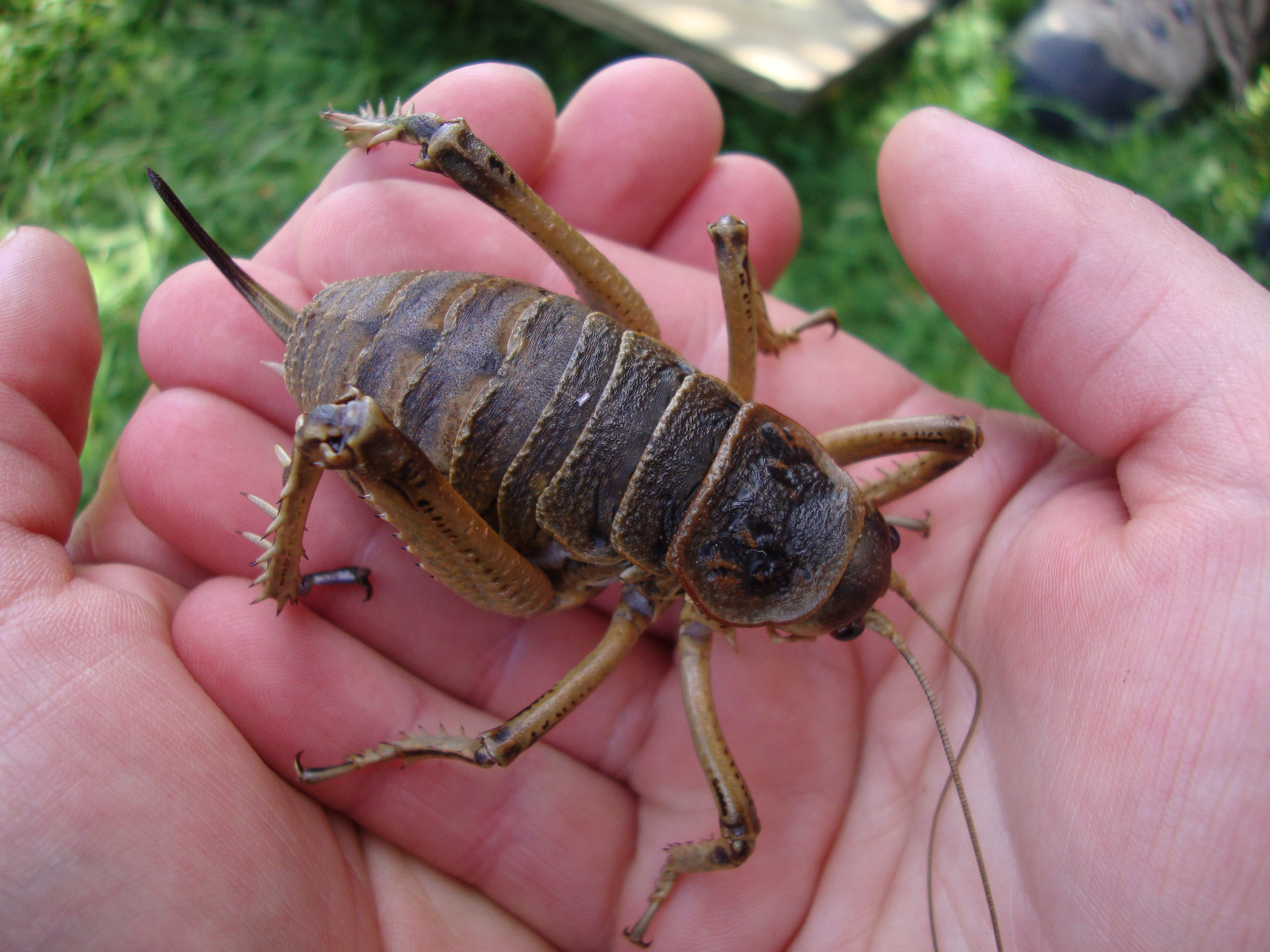
Deinacrida rugosa
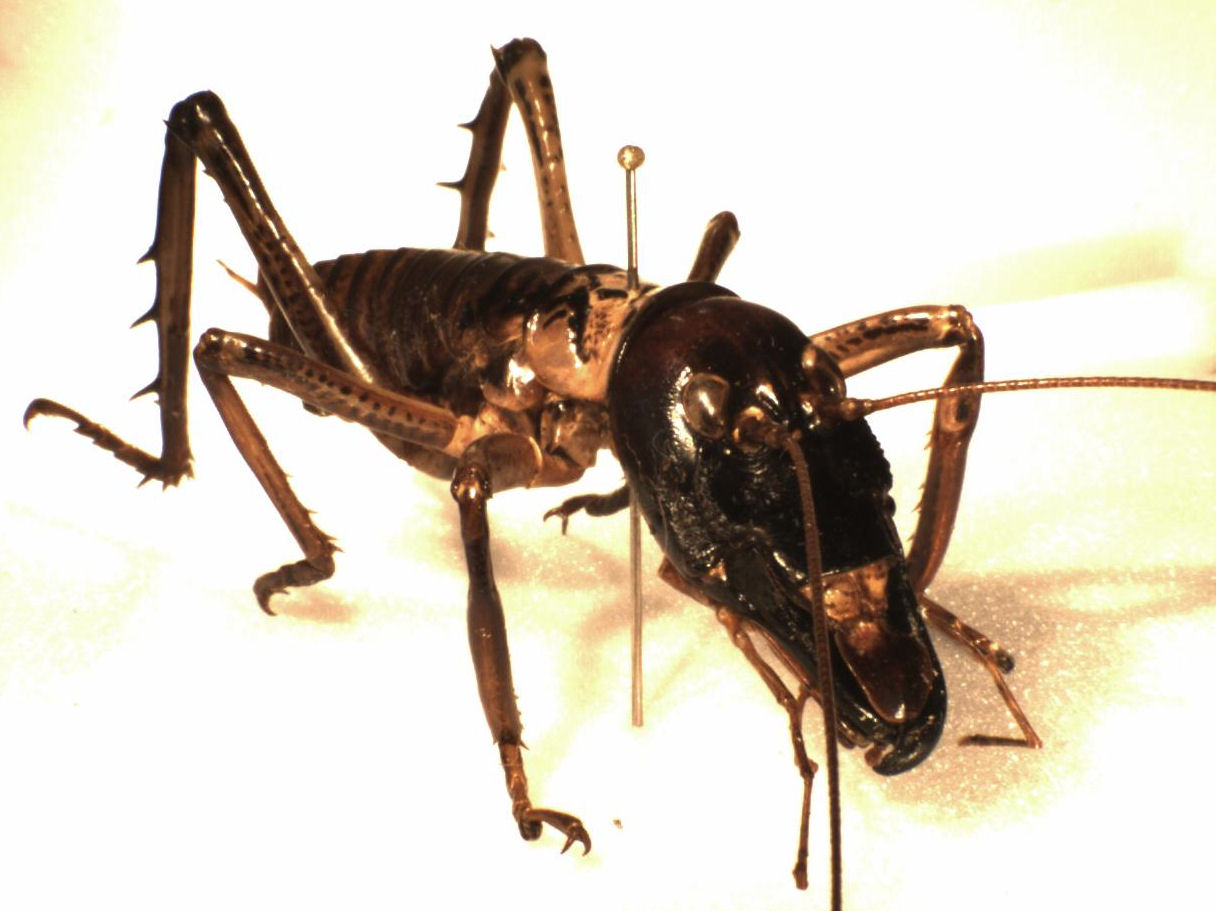
Hemideina thoracica
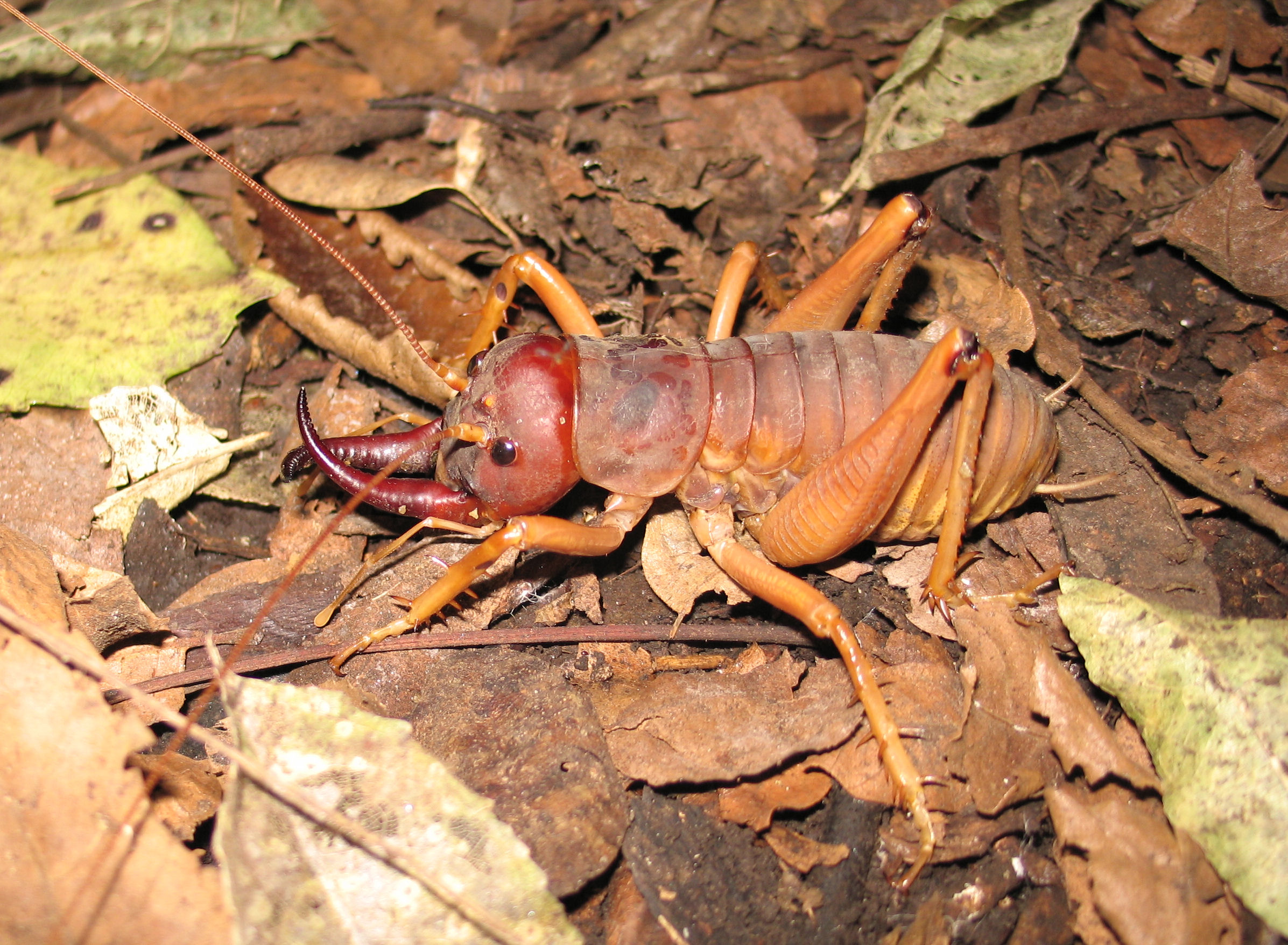
Motuweta isolata